# Bill Frist
William Harrison "Bill" Frist, född 22 februari 1952 i Nashville, Tennessee, är en amerikansk läkare, affärsman och republikansk politiker från delstaten Tennessee. Han var ledamot av USA:s senat från Tennessee 1995-2007.

## Biografi
Frist avlade 1974 sin grundexamen vid Princeton University och 1978 sin läkarexamen vid Harvard Medical School.
I 1994 års kongressval besegrade Frist sittande senatorn Jim Sasser. Han omvaldes lätt i november 2000 med 66% av rösterna. Han lovade att lämna senaten efter två mandatperioder, något som han också gjorde. Han efterträdde Trent Lott som minoritetsledare i senaten i december 2002. När republikanerna återfick majoriteten i januari 2003, blev Frist majoritetsledare. Han efterträddes i januari 2007 som majoritetsledare i senaten av demokraten Harry Reid.
Frist har sagt att han inte ställer upp i presidentvalet i USA 2008.
Han är bror till företagsledaren Thomas Frist, Jr. som är en av världens rikaste människor med en förmögenhet på $9,1 miljarder för 2015.